# Orm (zodiak)
Orm (蛇) är det sjätte djuret av de tolv zodiakdjuren inom kinesisk astrologi. De tolv djuren omfattar varsitt år, när tolv år har gått börjar cykeln om.

## Åren och respektive element
Personer som föds mellan nedanstående datum är födda i ormens år. Beroende på vilket år det är kopplas personen till ett av de fem elementen enligt nedan:
- 4 februari 1905 - 24 januari 1906: Trä
- 23 januari 1917 - 10 februari 1918: Eld
- 10 februari 1929 - 29 januari 1930: Jord
- 27 januari 1941 - 14 februari 1942: Metall
- 14 februari 1953 - 2 februari 1954: Vatten
- 2 februari 1965 - 20 januari 1966: Trä
- 18 februari 1977 - 6 februari 1978: Eld
- 6 februari 1989 - 26 januari 1990: Jord
- 24 januari 2001 - 11 februari 2002: Metall
- 10 februari 2013 - 30 januari 2014: Vatten
- 2025 - 2026: Trä
- 2037 - 2038: Eld

## Ormens egenskaper
| Egenskap                  |                                                                             |
| ------------------------- | --------------------------------------------------------------------------- |
| Zodiacläge                | 6:e                                                                         |
| Tid                       | 9:00-11:00                                                                  |
| Väderstreck               | Syd-sydost                                                                  |
| Motto                     | "Jag känner"                                                                |
| Årstid och månad          | Vinter och juli                                                             |
| Ädelsten                  | Rubin                                                                       |
| Ungefärligt tecken i väst | Oxen                                                                        |
| Färg                      | Gul, vit och röd                                                            |
| Polaritet                 | Yin                                                                         |
| Mat                       |                                                                             |
| Positiva egenskaper       |                                                                             |
| Negativa egenskaper       |                                                                             |
| Länder                    | Mongoliet, Litauen, Saudiarabien, Lettland, Trinidad och Tobago och Estland |